# VisionSpring
VisionSpring (до 2008 года — Scojo Foundation) — базирующееся в США глобальное некоммерческое социальное предприятие, реализующее миссию обеспечения доступа беднейших слоёв населения к недорогим очкам для чтения, попутно решая сразу несколько социальных проблем.

## Организация
Scojo Foundation основана в 2001 году Джорданом Кассало (англ. Jordan Kassalow) и Скоттом Берри (англ. Scott Berrie).
Первоначально название организации отсылало к созданной ранее компании Кассало Scojo Vision LLC.
Идея сделать очки доступными пришла к офтальмологу Кассало во время его работы в сельских районах Мексики.
Миссия и бизнес-модели компании рождались и конкретизировались постепенно в процессе деятельности.
В 2008 году организация переименована в VisionSpring и на тот момент имела уже чёткое представление о своей направленности и стратегии деятельности.
Штаб-квартира Scojo Foundation расположена в Нью-Йорке (США).
Дочерние организации созданы в Бангладеш, Индии и Латинской Америке.
Scojo Foundation получил инвестиции от Acumen, Draper Richards Kaplan Foundation, Jasmine Social Investments, Mulago Foundation, The Bohemian Foundation, The Lavelle Fund for the blind, The Lonely Planet Foundation, The Peery Foundation и Фонда Сколла.

## Деятельность
От 400 до 700 млн человек нуждающихся в очках не могут себе их позволить по разным причинам.
Плохое зрение во многих случаях мешает получить необходимое образование для молодых людей и снижение производительности труда для взрослых, особенно для ремесленников, портных, механиков и многих других людей, находящихся у основания пирамиды.
Поставив проблему обеспечения очками жителей беднейших стран VisionSpring столкнулась сразу с несколькими проблемами, в частности:
- Жители развивающихся стран зачастую не имеют средств для оплаты визита к офтальмологу.
- Продающиеся в развивающихся странах очки по ценам недоступны большинству жителей.
- Развивающиеся страны имеют очень слабую инфраструктуру, особенно в сельских районах.
- В отсталых в развитии странах к человеку в очках относятся с предубеждением.

Кроме основной миссии VisionSpring озаботилась непосредственным решением проблемы бедности.
Чтобы решить эти проблемы VisionSpring производит высококачественные очки либо силами местными компаниями, например, в Латинской Америке, либо в ближайших крупных промышленных центрах, например, в Китае для Индии.
Основной упор делается на низкую стоимость при высокой надёжности.
В результате компании удаётся держать цены от 2 до 8 долларов США за пару.
Для реализации своей миссии VisionSpring в первую очередь проводит исследования рынка и выявляет аргументы, способные убедить жителей использовать очки.
Например, возможность чтения «священных» книг (для взрослого населения), или быть похожими на знаменитостей (для молодёжи).
Пропаганда заботы о зрении происходит через рекламные материалы и передвижные лагеря, где любой желающий может проверить зрение и приобрести недорогие очки.
В крупных населённых пунктах создаются стационарные центры, где можно бесплатно проверить зрение и также сразу купить необходимые очки.
Значительный часть продукции распространяется через коммивояжёров с использованием модели социальной микрофраншизы.
Все продавцы предварительно проходят бесплатное обучение.
В частности их учат определять параметры линз в полевых условиях.
Кроме обучения компания предоставляет продавцам микрокредиты.
Наценка на продукцию, которую устанавливают реализаторы, составляет до 50 %.
То есть очки стоимостью 2 доллара США, они продают за 3 доллара.
При этом цена остаётся всё также доступной для потребителей, а продавцы получают заметную для них прибыль.
Исторически большую часть клиентов составляли взрослые, однако к концу 2000-х годов компания значительно расширила свою деятельность среди детей.
Хотя VisionSpring стремиться к устойчивости, и отказ от бесплатного распространения очков входит в число её главных принципов, некоторые партии очков распространяются бесплатно при наличии достаточных на то аргументов.
За всё время существования VisionSpring не была прибыльной.
В разные периоды времени необходимая для точки безубыточности цена пары очков оценивалась выше 8-10 долларов.
Тем не менее менеджмент считает, что ему удастся достичь устойчивости при увеличении масштабов.
Надежду на это даёт операционная безубыточность некоторых стационарных центров в Латинской Америке.
Покрытие операционных убытков в компании происходит за счёт социальных инвесторов, также рассчитывающих на устойчивость организации в будущем, а также за счёт постоянных партнёров среди дружественных коммерческих организаций.
Так принадлежащая Кассало Scojo Vision LLC перечисляет 5 % от прибыли до налогов в VisionSpring.
Компания Warby Parker, основанная бывшим менеджером VisionSpring ведёт постоянную кампанию под девизом «купи пару, подари пару», переводя полученные в рамках неё средства в VisionSpring.

## Показатели деятельности
К 2009 году VisionSpring продала свыше 150 000 недорогих пар очков для чтения в 11 странах.
При этом проверку зрения прошли около 5 миллионов человек, из которых 2 млн приобрели очки.
На тот момент Фонд Сколла оценивал экономический эффект от роста производительности, связанной с решением проблем со зрением благодаря компании в 269 млн долларов США.
На осень 2010 года VisionSpring обучила более 5 200 предпринимателей, которые продали более 360 000 пар очков.
К этому времени компания провела в Индии 29 лагерей для детей, где 11 000 человек проверили зрения.
К 2014 году организация реализовала 1 226 695 пар очков, создав социально-экономический эффект оцениваемый в 265 млн долларов США.

## Оценки
Компания VisionSpring получила широкое признание и получил ряд профильных премий, в частности от: Всемирного банка (2003), Университета Дьюка, Института Аспена (McNulty Prize; 2008), Фонда Ашока, Фонда Сколла (2009), Фонда Шваба и других.